# 赵避尘
赵避尘，亦称千峯老人。道号順一子。北平昌平县阳坊镇人。自幼好道，遍访明师数十年，于光绪二十一年三月十三日在金山寺求拜了空、了然为师。著有《性命法诀明指》。